# AeroDreams
AeroDreams S.A. — аргентинська компанія, що працює в аерокосмічній і телекомунікаційній сферах. Розташована в Буенос-Айресі, Аргентина . 
Компанія розробляє БПЛА для військових і цивільних потреб, системи управління, що дозволяють автоматизувати роботу літаків різних типів, розмірів і характеристик, ракетну техніку. У 2005 році AeroDreams був представлений БПЛА Strix  . 

## Продукція
- AeroDreams Chi-7 - багатоцільовий вертоліт / БПЛА
- AeroDreams Strix - тактичний безпілотний літальний апарат.
- AeroDreams Ñancú
- AeroDreams Petrel
- AeroDreams ADS-401
- Guardian